# Час блаженства
«Час блаженства» (англ. The Finest Hour) — американский кинофильм 1991 года.

## Сюжет
Лоренс Хаммер и Дин Маццоли закадычные друзья ещё со времён школы военно-морской подготовки, которую оканчивали вместе разом. Но стоило импульсивному Хаммеру взять в жёны женщину, по которой Дин также сходил с ума, как их жизненные пути разошлись врозь. Однако, когда Соединённые Штаты заподозрили Ирак в подготовке проведения операции с применением биологического оружия, старые товарищи встречаются вновь для выполнения опасной миссии…

## В ролях
- Роб Лоу — Лоренс Хаммер
- Гейл Хансен — Дин Маццоли
- Трэйси Гриффит — Барбара
- Эб Лоттимер — Боско
- Барух Дрор — Гринспен
- Даниель Дьекер — Олби
- Майкл Фаунтин — Картер

## Даты премьер
Даты приведены в соответствии с данными IMDb.
- Франция — май 1991 года (показ на Cannes Film Market)
- США — октябрь 1991 года (показ на American Film Market)
- Португалия — 29 мая 1992 года
- Испания — 21 августа 1992 года
- Венгрия — 2 апреля 1993 года